# Salle Ventadour

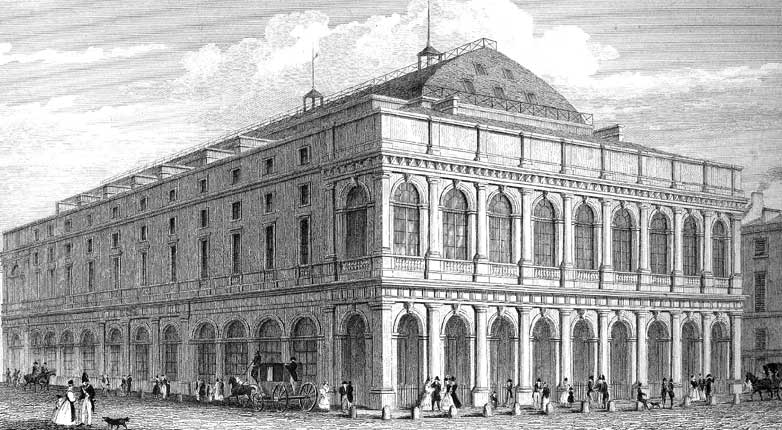
Salle Ventadour ok. 1830

Salle Ventadour – sala teatralna, w 2 dzielnicy Paryża, pomiędzy ulicami Méhul, Monsigny, Marsollier i Dalayrac, obecnie zamieniona w budynek pełniący rozmaite funkcje użytkowe Banque de France. W tej sali, 8 listopada1838, został po raz pierwszy wystawiony Ruy Blas Victora Hugo.

## Historia
W efekcie poszerzenia ulicy Ventadour i rozbiórki starego hôtel de Lionne, siedziby Finansów, administracja królewska Karola X zdecydowała się na budowę w tym miejscu nowego budynku przeznaczonego na przyjęcie zespołu Opéra-Comique, która musiała opuścić zdewastowany budynek teatru Feydeau. Wzniesiony przez Jean-Jacques-Marie Huvé et Louisa de Guerchy, teatr został otwarty 28 kwietnia 1829 roku. W sierpniu 1832 zespół Opéra-Comique przeszedł do teatru des Nouveautés. 10 lipca 1834 François Saint-Esteban zainaugurował w tym budynku swój Théâtre-Nautique, który prezentował spektakle wodne w ogromnym basenie centralnym, został jednak zamknięty z powodów finansowych w styczniu 1835. Od stycznia do marca 1838 roku występowała na scenie Ventadour trupa théâtre italien, pozbawiona wskutek pożaru swojej własnej sceny – salle Favart. Jeszcze w tym samym roku Anténor Joly, współzałożyciel teatru Beaumarchais, utworzył w Ventadour, z inicjatywy Victora Hugo i Alexandre'a Dumasa, théâtre de la Renaissance. Teatr rozpoczął działalność 8 listopada1838 wystawieniem Ruy Blasa Victora Hugo z Frédérickiem Lemaître'em w roli tytułowej. W 1839 roku zostały wystawione L'Alchimiste i de Paul Jones Alexandre'a Dumasa, również z Lemaître'em. Wskutek intryg konkurencji teatr został zamknięty 16 maja 1841 roku, a zespół rozwiązany. 2 października 1841 roku powrócił do Ventadour zespół théâtre italien i pozostał w tym budynku przez następne trzydzieści lat. Miały tu miejsce francuskie premiery Don Pasquale Gaetana Donizettiego, Nabucco, Luisa Miller, Il trovatore i Rigoletto Giuseppe Verdiego a także Fidelio Beethovena, występowali tacy znakomici artyści jak Giovanni Battista Rubini, Antonio Tamburini, Luigi Lablache, Enrico Tamberlik, Marietta Alboni, Pauline Viardot i Adelina Patti. Wojna francusko-pruska doprowadziła do zamknięcia teatru w lipcu 1871. Otwarty ponownie 9 marca 1872 roku, teatr nie zdoła się już podnieść i 11 stycznia 1873 roku został zamknięty. Od 19 stycznia do 30 grudnia 1874 teatr przyjął zespół Opéra de Paris, czekający na nową scenę. W kwietniu 1876, Léon Escudier, dziennikarz i francuski wydawca Verdiego, objął dyrekcję sceny, żeby wystawić na niej najnowsze utwory artysty: Aidę, Requiem i La forza del destino z Victorem Capoulem i Emmą Albani. Eksperyment zakończył się 21 czerwca 1878 roku. W 1892 roku budynek został sprzedany Bankowi Francuskiemu.